# Алегранса
Алегранса (исп. Alegranza) — скалистый и самый северный остров архипелага Чинихо, Канарские острова, Испания. Входит в группу, состоящую из четырёх небольших островов: Грасьоса (единственный из них обитаемый) — 27 кв.км; Монтанья-Клара — 1 кв.км на севере от острова Лансароте; Лобос — 6 кв. км у северной оконечности острова Фуэртевентура. Относится к муниципалитету Тегисе провинции Лас-Пальмас. Необитаем.

## География
Площадь острова Алегранса составляет 10,3 км². Расположен примерно в 10 километрах к северу от наименьшего обитаемого острова Грасьоса, находящегося у северной оконечности более крупного острова Лансароте.
Высшей точкой является вулкан Монтанья-де-Алегранса, находящийся на западе острова, высота которого составляет 289 метров над уровнем моря. Другие вулканы — Монтанья-Лобос и Ла-Рападура.

## Маяк
В Пунта-Дельгада, на узком полуострове, находящемся на востоке острова, стоит 15-метровый маяк (Faro), начавший свою деятельность 7 февраля 1905 года, который до сих пор в эксплуатации. Маяк использует солнечную энергию от двенадцати 24-вольтовых солнечных батарей. Небольшой бетонный пирс стоит в паре метров от маяка.